# Gora Baturina
Gora Baturina är ett berg i Antarktis. Det ligger i Östantarktis. Australien gör anspråk på området. Toppen på Gora Baturina är 1 696 meter över havet.
Terrängen runt Gora Baturina är huvudsakligen platt, men norrut är den kuperad. Trakten är obefolkad. Det finns inga samhällen i närheten.